# Opisthacanthus lepturus
Espèce
Synonymes
- Scorpio lepturus Beauvois, 1805
- Opisthacanthus kingbergii laevicauda Thorell, 1876

Opisthacanthus lepturus est une espèce de scorpions de la famille des Hormuridae.

## Distribution
Cette espèce est endémique d'Hispaniola.

## Description
Le mâle décrit par Lourenço en 1987 mesure 70 mm et la femelle 90 mm.

## Systématique et taxinomie
Cette espèce a été décrite sous le protonyme Scorpio lepturus par Beauvois en 1805. Elle est validée dans le genre Opisthacanthus par Lourenço en 1979 qui dans le même temps place Opisthacanthus kingbergii laevicauda en synonymie.

## Publication originale
- Beauvois, 1805 : Insectes recueillis en Afrique et en Amérique, dans les royaumes d'Oware et de Benin, à Sainte-Dominique et dans les États-Unis, pendant les années 1786-1797. Imprimerie de Fain et Cie, Paris, vol. 1, p. 1-24.